# Три года спустя
«Три года спустя» (англ. After All These Years) — первый эпизод четвёртого сезона американского мультсериала «Легенда о Корре».

## Сюжет
С момента последних событий прошло 3 года. Царевич Ву готовится взойти на престол Царства Земли и подкатывает к Асами. Их разговор прерывает Мако, ставший телохранителем Ву, и рад встрече со старой подругой. Он говорит, что не видел брата уже много лет. Ву выражает переживание, что его могут убить как его двоюродную бабушку, но президент Райко заверяет, что Кувира стабилизировала ситуацию в царстве. Тем временем бандиты грабят магазин в провинции Юи, и их останавливают Опал с Каем. Губернатор расстроен, что ему прислали только детей. Болин вместе с Вариком работают на Кувиру. Поезд, на котором они едут, подвергается атаке преступников, и Кувира в одиночку одолевает их. Она требует бандитов примкнуть к ней и служить обществу, в противном случае угрожая оставить привязанными на железной дороге. Преступники присягают к её армии. Мако сопровождает Ву, и на улице они сталкиваются со сторонниками Кувиры, которые забрасывают их пирогами с клубникой. Им удаётся уехать от агрессоров.
Поезд Кувиры прибывает в провинцию Юи. Опал узнаёт, что её брат Баатар, уехавший с Кувирой, теперь помолвлен с ней. Женщина, получившая прозвище Великий объединитель, разговаривает с губернатором и хочет, чтобы он подписал контракт на поддержку её армии и подчинение, но тот отказывает и гонит Кувиру. Она собирается уезжать, и Опал злится на своего парня Болина, что он работает на Кувиру. Кай и Опал решают сами помогать деревне и берут провизию на ферме. Летя обратно, они разговаривают об отношениях. Опал надеется, что не расстанется с Болином, несмотря на то, что трудно поддерживать отношения на расстоянии, а Кай говорит, что у него с Джинорой всё хорошо. На них нападают бандиты на самолёте и крадут еду. Кай падает с Бизона, и Опал спасает его. Приземлившись, они сообщают губернатору о произошедшем и считают, что придётся заключить договор с Кувирой. Ожидая возвращение Корры, Лин рассказывает Мако, что ему придётся ехать с Ву в Царство Земли и служить ему, что не радует бывшего полицейского. Сообщается о прибытии корабля южного племени Воды, и все идут встречать Аватара. Армия Кувиры прибывает в провинцию Юи и раздаёт жителям провизию. Губернатор неохотно клянётся Великому объединителю в верности. У причала островного храма воздуха из корабля выходит Тонрак и говорит, что Корра покинула дом полгода назад, удивляясь, что её нет здесь. Она тем временем участвует в спортивном поединке магии земли и проигрывает его. Менеджер говорит, что девушка похожа на Аватара, но Корра притворяется другим человеком и врёт, что не знает, что случилось с ней.

## Отзывы

Динамика оценок IGN к эпизодам 4 сезона мультсериала

Макс Николсон из IGN поставил эпизоду оценку 8,5 из 10 и написал, что «появление царевича Ву немного раздражало» его. Оливер Сава из The A.V. Club дал серии оценку «B+» и отметил, что «создатели делают самый драматический шаг, который когда-либо был в обоих мультсериалах [про Аватаров], прыгнув на три года вперёд, чтобы полностью изменить динамику между персонажами и политический ландшафт в Книге Четвёртой». Майкл Маммано из Den of Geek вручил эпизоду 4 звезды из 5 и посчитал, что Кувира стояла за воздушным нападением на Кая и Опал, чтобы вынудить их убедить губернатора подписать договор. Рецензент подчеркнул, что «она кажется достойным антагонистом для завершения мультсериала».
Главный редактор The Filtered Lens, Мэтт Доэрти, поставил серии оценку «A-» и отметил, что «стиль руководства [Кувиры] грозен и хорошо прописан». Мордикай Кнод из Tor.com написал, что Кувира «с её потрясающими талантами и политическими взглядами, легко могла бы стать „Азулой“ в этом сезоне», но критик хочет, «чтобы создатели изменили её: сделали Кувиру необходимым злом». Мэтт Пэтчес из ScreenCrush пишет: «За годы, прошедшие с тех пор, как Корра погрузилась во тьму, Кувира поднялась до власти Екатерины Великой, стремясь к объединению Царства Земли, которое могло бы жить под её каблуком. (Или она больше похожа на Александра Великиго? На Наполеона? На Клавдия? Историки, не ругайте меня в комментариях.) Её намерения кажутся положительными… но также поступали Амон, Уналак и Захир».